# Susanna Rowson

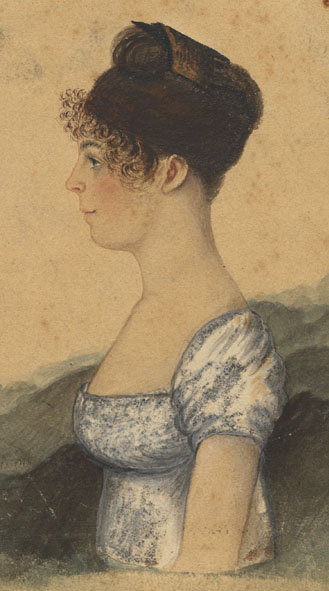
Susanna Rowson

Susanna Rowson (geborene Haswell; * 1762 in Portsmouth, England; † 2. März 1824 in Boston, Massachusetts) war eine US-amerikanische Schriftstellerin und Schauspielerin.

## Leben
Rowson, deren Mutter bei ihrer Geburt gestorben war, kam 1766 zu ihren Vater, dem Leutnant William Haswell, nach Massachusetts, wo dieser mit seiner zweiten Frau lebte. Während des Amerikanischen Unabhängigkeitskrieges wurde die Familie 1778 nach London zurückgeschickt. Hier arbeitete Rowson als Hauslehrerin und begann Gedichte, Erzählungen und Romane zu schreiben. Ihre erste Veröffentlichung war Victoria, ein der Herzogin von Devonshire gewidmeter sentimentaler Roman im Stil von Samuel Richardson.
1786 heiratete sie William Rowson, der sich als Eisenwarenhändler betätigte. Nach geschäftlichem Misserfolg ging das Paar zum Theater und schloss sich der Schauspieltruppe von Thomas Wignell an. Mit dieser kam Rowson 1793 erneut nach Amerika, wohin ihr Ruf als Schriftstellerin bereits gedrungen war. Die erste amerikanische Ausgabe ihres Romans Charlotte Temple war 1794 umgehend ausverkauft und wurde im gleichen Jahr zweimal nachgedruckt. Er hatte etwa zweihundert Auflagen und wurde von ungefähr einer halben Million Menschen gelesen. Großer Popularität erfreute sich auch ihr Lied America, Commerce and Freedom.
Sie gab die Schauspielerei auf und gründete 1797 die Mrs. Rowson’s Young Ladies’ Academy in Boston, wo sie auch als Dramatikerin und Kolumnistin für das Boston Weekly Magazine tätig war. Eine Fortsetzung ihres Erfolgsromanes erschien 1828 posthum unter dem Titel Charlotte’s Daughter: or, The Three Orphans (auch: Lucy Temple).

## Werke
- Victoria: A Novel, 1786
- Charlotte, a Tale of Truth, 1791
- Mentoria, or the Young Ladies' Friend, 1791
- Rebecca, or, The Fille de Chambre, 1792
- Charlotte Temple, 1794
- Trials of the Human Heart, 1795
- The Volunteers, 1795
- Reuben and Rachel, or Tales of Old Times, 1798
- Sarah, 1813
- Charlotte’s Daughter: or, The Three Orphans, posth. 1828